# 鲁迪·盖伊
小魯迪·卡爾頓·蓋伊（英語：Rudy Carlton Gay Jr.，1986年8月17日—）為前美国男子篮球运动员，場上位置為小前锋，現已退役。蓋伊在2006年NBA選秀首輪第八順位被休士頓火箭選中，隨後被交易至曼菲斯灰熊。職業生涯先後效力過灰熊、多倫多暴龍、沙加緬度國王、聖安東尼奧馬刺和猶他爵士等球隊。

## 早期生涯
蓋伊出生於紐約市的布魯克林，他在12歲的時候就開始在馬里蘭州巴爾的摩郡的一個黑人社區參加對抗性娛樂比賽，這是當地競爭最激烈的青年籃球聯賽。蓋伊在巴爾的摩的業餘籃球聯賽，以及華盛頓特區的湯姆·瓊斯青年夏季聯賽（Tom Jones Summer League）中嶄露頭角，展現了他在面對頂級競爭時的優秀能力。
當蓋伊14歲時，他開始為全國知名的塞西爾-柯克業餘體育協會計劃（Cecil-Kirk AAU program）打球，和他一起接受教練安東尼·路易斯訓練的潛力新星還包括、帕里斯·卡特（Paris Carter）以及切斯特·弗拉澤爾等。在蓋伊升上八年級的那年春天，他和隊友史考特·多西爾被多家私立學校密切關注。蓋伊選擇了巴爾的摩郡的東部技術高中，而多西爾進入了聖保羅中學。

## 高中時期
進入東部技術高中就讀後，他在高中前兩年都打出了全能的表現。儘管這是一所藍帶學校（美國學校的一項獎項），但是蓋伊的父母仍擔心東部技術高中在籃球方面缺乏影響力和知名度，將來可能會難以讓他進入較好的大學，於是他們在蓋伊升上二年級時請求他的球隊教練幫忙。教練推薦了幾所著名的私立學校，其中包括了巴爾的摩天主教聯盟下屬的斯伯丁大主教高中。在考察了每所學校的長期學業課程之後，蓋伊最終在2002年9月轉學至斯伯丁大主教高中。
來到斯伯丁天主教高中後，蓋伊在高三和高四都獲得了巴爾的摩天主教聯盟最佳陣容第一隊的榮譽，高四那年他場均能夠攻下21.2分、9.2個籃板以及3.7次阻攻，榮獲《巴爾的摩太陽報》年度最佳球員獎，入選了麥當勞高中全明星賽，並且也入選了《華盛頓郵報》發行的《PARADE》雜誌評出的全美第一陣容。在2004屆的全美高中生球員評選中，蓋伊位列第五位，小前鋒榜排名第二名，僅次於當時前景備受矚目的明星球員喬許·史密斯，美國知名選秀評價網站《Rivals.com》亦將蓋伊評選為五星級新人。

## 大學時期

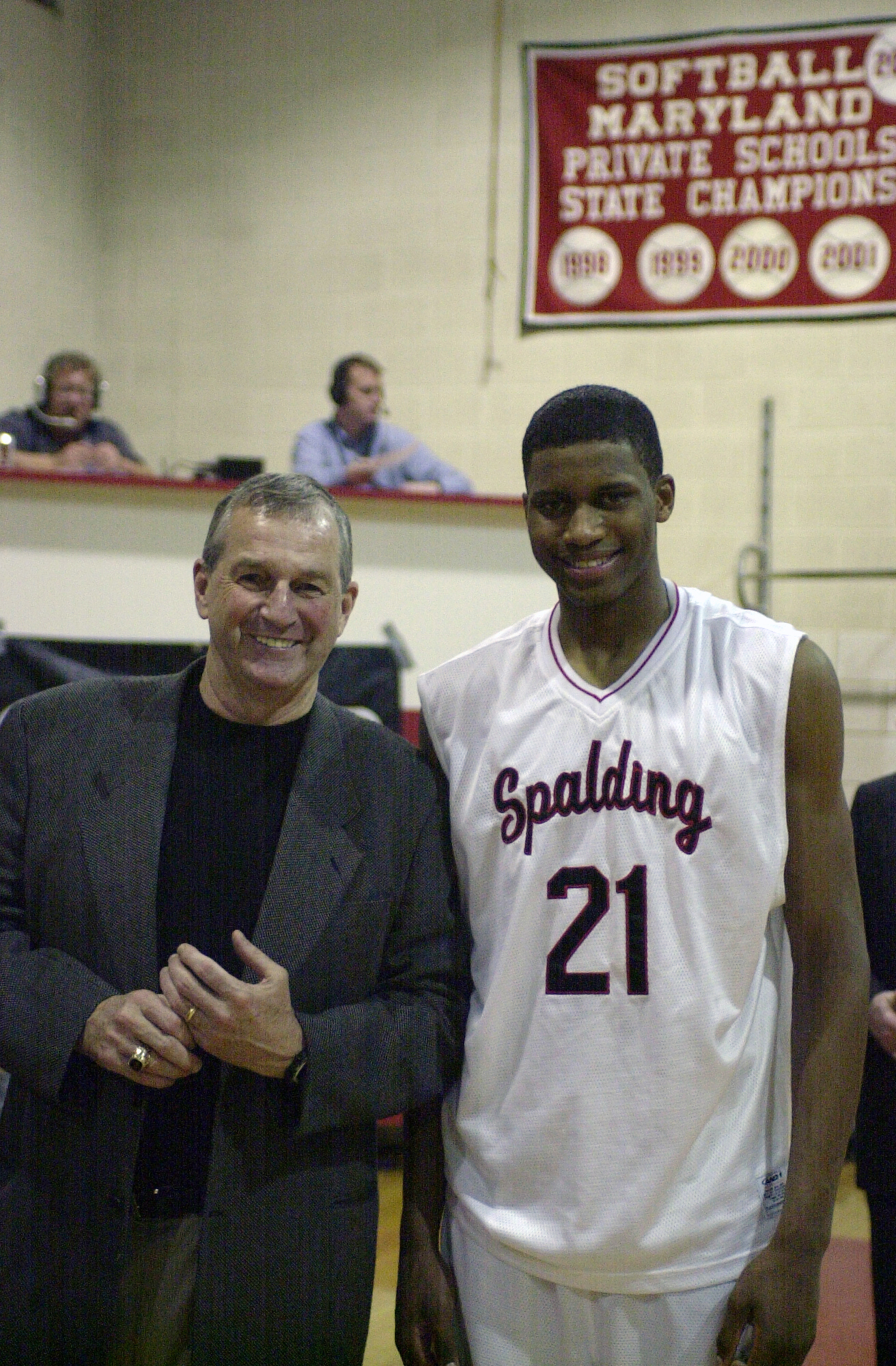
蓋伊與大學教練吉姆·卡爾霍恩

高中畢業後，蓋伊在大學擇校中選擇加入康乃狄克大學，然而中間過程引發了極大爭議。當時他曾公開表示渴望為馬里蘭大學效力，並說明他從小就支持這支家鄉球隊，不過最終他卻選擇了康乃狄克大學。由於一名業餘體育聯盟籃球教練和一名高中教練深深捲入此事，有跡象表明其中有涉嫌招募違規的操作，但是並沒有發現其中有違反國家大學體育協會招生規定的地方。在康乃狄克大學向國家大學體育協會繳納了25,000美元之後，國家大學體育協會發佈了一則新的賽程安排規則，允許康乃狄克大學與一支名為Beltway Ballers的球隊安排了一場比賽，後者是一支臨時組成的業餘體育聯盟球隊，由蓋伊的前隊友組成。儘管這並沒有違反當時的任何規定，媒體觀察家以及康乃狄克的一些人士卻認為此事與對蓋伊的招生工作有直接關係。根據一些親近馬里蘭大學籃球教練蓋瑞·威廉斯的人士說，這次招生顯示了打規則擦邊球在招收熱門新人的時候經常是必須之舉，但威廉斯表明他不願意這麼做，哪怕這會付出招生失敗的代價。
在大一賽季中，蓋伊以他的招牌飛天灌籃和全能身手著稱，他和喬治城大學的前鋒杰夫·格林一起共享了2005年大東聯盟年度最佳新人獎，他也是大東聯盟最佳新人陣容的一員，蓋伊還被《體育新聞》雜誌評為全美年度最佳新秀。
2005年夏天，蓋伊被邀請加入美國U21青年隊出征U21世界青年籃球錦標賽。他在比賽中場均能得到10.5分和5.5個籃板。
在大二賽季開始前，蓋伊獲得大東聯盟季前賽最佳球員提名，一併獲得提名的還有雪城大學後衛葛瑞·麥克納馬拉。2005年11月21日，蓋伊面對阿肯色大學以28分創下了大學生涯得分新高，最終率領康乃狄克大學哈士奇隊拿下30勝3敗的戰績，而蓋伊在許多場比賽中都是哈士奇隊的頭號得分手。他的大二賽季最終在84−86不敵喬治梅森大學後結束。大二賽季結束後，蓋伊成為奈史密斯學院年度最佳球員獎的四名候選人之一（其他三人分別是J·J·瑞迪克、亞當·莫里森以及艾倫·雷）。他還毫無爭議地入選了大東聯盟最佳陣容第一隊。
2006年4月24日，蓋伊宣佈參加2006年NBA選秀。2012年2月，蓋伊入選“康乃狄克大學名人堂”。

### 大學統計數據
| 賽季    | 大學         | 上場次數 | 先發次數 | 上場時間 | 投篮命中率 | 三分球命中率 | 罚球命中率 | 篮板 | 助攻 | 抄截 | 阻攻 | 得分 |
| ------- | ------------ | -------- | -------- | -------- | ---------- | ------------ | ---------- | ---- | ---- | ---- | ---- | ---- |
| 2004–05 | 康乃狄克大學 | 31       | 26       | 28.8     | 46.2       | 46.7         | 70.8       | 5.4  | 1.5  | 0.8  | 1.9  | 11.8 |
| 2005–06 | 康乃狄克大學 | 33       | 33       | 30.8     | 46.1       | 31.8         | 73.2       | 6.4  | 2.1  | 1.8  | 1.6  | 15.2 |
| 生涯    |              | 64       | 59       | 29.8     | 46.1       | 37.8         | 72.1       | 5.9  | 1.8  | 1.3  | 1.7  | 13.6 |

## 職業生涯

### 曼菲斯灰熊（2006−2013）

#### 新秀賽季
2006年6月29日，在2006年NBA选秀大会中，蓋伊在首轮第八順位被休士頓火箭选中，火箭随后将他与斯特羅邁爾·斯威夫特打包送到了曼菲斯灰熊，以換取灰熊前鋒肖恩·巴蒂尔。2006年7月12日，灰熊和蓋伊正式簽下四年1050萬美元的新秀合約。作為一名新秀，蓋伊在78場例行賽（其中43場代替受傷的保羅·蓋索擔任先發）場均能得到10.8分、4.5個籃板和0.9次阻攻。他在2006年11月當選西區本月最佳新秀。2007年5月9日，官方宣佈蓋伊入選NBA最佳新秀陣容第一隊。而他在年度最佳新秀獎的投票中位列第三名，僅次於布蘭登·羅伊和安德里亞·巴格納尼。

#### 日趨進步
在2007–08賽季，二年級的蓋伊場均貢獻20.1分和6.2籃板，成為灰熊隊史第三位場均20分的球員（其他兩位分別是谢里夫·阿布杜-拉希姆和保羅·蓋索），蓋伊還以賽季總得分1,632分創下隊史紀錄。而在蓋索於季中被交易至洛杉磯湖人後，他更成為灰熊的頭號得分手。2008年1月22日，蓋伊獲選參加2008年灌籃大賽。在獲邀參加灌籃大賽後，蓋伊和YouTube網站合作推出了“魯迪·蓋伊灌籃大賽計劃”，蓋伊邀請球迷上傳自己最漂亮的灌籃影片，以供他參加灌籃大賽之用。在灌籃大賽舉辦當天，蓋伊在第一輪先表演了一個單手反身灌籃，得到37分，在晉級第二輪後，蓋伊讓他的隊友凱爾·洛瑞從籃板後方扔出高拋球，然後完成了一記空中接力的大風車灌籃，得到48分。兩輪預賽蓋伊總共得到85分，未能晉級決賽。
2008–09賽季，蓋伊在79場例行賽（其中78場擔任先發）中場均能攻下18.9分、5.5籃板以及1.2抄截。
2009年12月13日，蓋伊在灰熊對上邁阿密熱火的比賽中攻下了41分，刷新職業生涯單場得分紀錄，也追平了前灰熊球員迈克·米勒在2006年對上丹佛金塊的得分紀錄。2009–10賽季，蓋伊在80場例行賽中場均能攻下19.6分、5.9籃板和1.5抄截。出色的發揮也使他入選“夢九隊”。
2010年7月8日，蓋伊與曼菲斯灰熊重新簽約，獲得了一份五年8200萬美元的新合約。完成蓋伊的續約後，球隊積極進行補強，不但請回昔日名將肖恩·巴蒂尔，再加上先發和替補陣容日漸成形，灰熊再度成為西區不可忽視的強權，而蓋伊的表現也仍舊維持相當穩定的水準，然而在2月15日一場對上費城七六人的比賽中他因肩傷而報銷了剩下的例行賽。而失去了蓋伊的灰熊隊在季後賽中仍舊以4−2淘汰西區勁旅聖安東尼奧馬刺，直到第二輪與奧克拉荷馬雷霆拚到最後一刻才不幸落敗，讓外界不禁質疑蓋伊對灰熊隊的重要性，認為就算沒有他，灰熊的競爭力也不會落差太大。

#### 在灰熊的最後日子
在2011–12賽季，灰熊雖然傷了主力前鋒扎克·兰多夫，但是在蓋伊的率領之下，球隊硬是打出隊史新高的勝率。蓋伊在65場例行賽中場均能攻下19.0分、6.4籃板以及1.5抄截，投籃命中率高達45.5%。在當年季後賽中，灰熊於首輪對上洛杉磯快艇，蓋伊雖繳出場均19.0分、6.6籃板和1.4助攻的成績，但是灰熊卻沒有打出去年淘汰馬刺的氣勢，血戰到第七戰後仍遭快艇4−3淘汰出局，灰熊也成為西區首輪第一個高種子順位卻被翻盤的球隊，而蓋伊不穩定的表現使他再度成為外界針對的焦點，批評聲浪四起。由蓋伊率領的灰熊長期無法突破困境，球隊高層也決心要將他交易掉。

### 多倫多暴龍（2013）
2013年1月30日，灰熊、多倫多暴龍和底特律活塞進行三方交易，活塞得到荷西·卡德隆，灰熊得到艾德·戴维斯和一個次輪選秀權，蓋伊和隊友哈米德·哈達迪則被交易到了暴龍。蓋伊在代表暴龍出席的前三場比賽總計拿到74分，打破暴龍隊史紀錄。蓋伊在暴龍以場均19.5分領先全隊。他在被交易至暴龍前場均能夠為灰熊貢獻17.2分（2012–13賽季）同樣是隊內頭號得分手，成為自2003–04賽季的史蒂芬·馬布里之後，首位在同一個賽季成為兩支球隊得分王的球員。然而蓋伊出色的得分能力卻無法帶領球隊更上層樓，暴龍在2012–13賽季以34勝48敗的戰績無緣季后賽。

### 沙加緬度國王（2013−2017）

#### 再次被交易
因戰績上未見起色，暴龍對於蓋伊的表現極度不滿，於是便迅速動手進行交易。暴龍在2013年12月9日將蓋伊、昆西·艾希以及亚伦·格雷送至沙加緬度國王，並從國王換來了約翰·薩爾蒙斯、查克·海耶斯、格雷维斯·瓦斯奎兹和帕特里克·帕特森。2014年1月22日，國王前往紐奧良鵜鶘主場冰沙國王中心踢館，蓋伊狂砍追平生涯單場最佳的41分，率領國王以114−97大敗紐奧良鵜鶘。在沙加緬度效力的第一個賽季，蓋伊場均能攻下20.1分、5.5籃板，成為球隊的頭號攻擊手。

#### 2014–15賽季
2014年6月22日，蓋伊選擇執行2014–15賽季的1930萬球員合約選項。2014年10月31日，蓋伊在國王以103−94擊敗波特蘭拓荒者的比賽中攻下職業生涯次高的40分。2014年11月，國王和蓋伊達成續約協議，雙方簽下三年4000萬美元的新合約，從2015–16賽季開始生效。2014年12月3日，蓋伊在對上前東家多倫多暴龍的比賽中攻下20分、10助攻和6籃板，而助攻數創下職業生涯新高。2015年3月25日，國王主場迎戰費城七六人，蓋伊攻下21分，職業生涯總得分突破12,000，達到12,005分。2014–15賽季對蓋伊來說是極具突破性的一季，雖然無法帶領國王闖進季後賽，但他的場均得分為職業生涯新高的21.1分，而罰球命中率高達85.8%，亦創下職業生涯新高。

#### 遭遇大傷
2015年11月25日，國王主場129−118擊敗密爾瓦基公鹿，蓋伊攻下本賽季新高的36分。2015年12月16日，國王107-97戰勝休士頓火箭，蓋伊全場得到17分、13籃板以及6抄截，刷新職業生涯單場抄截紀錄。2015年12月28日，國王迎戰波特蘭拓荒者，蓋伊出場34分鐘，得到7分和14籃板，職業生涯籃板數突破4,000大關，達到4,003個。2017年1月9日，國王主場106-117不敵金州勇士，蓋伊出場35分鐘，得到23分、3助攻以及2抄截，職業生涯累計送出1,001次抄截，排名聯盟歷史抄截榜第156位。
2017年1月19日，在國王與印第安納溜馬比賽的第三節末，蓋伊在右側底角街道傳球後突然加速沿著底線突破，但是他的右腳在支撐時失去重心，導致蓋伊重重摔倒在地，而且他無法靠自己的力氣站起來。在接受了磁力共振檢查後，結果和早前預測一樣，他的左腳阿基里斯腱完全撕裂，必須要接受手術，賽季無可避免地要提前完結。
跟腱手術結束後，蓋伊的復原狀況相當良好，而他也透過經紀人證實將會放棄執行合約中2017–18賽季的球員選項，選擇成為一名完全自由球員。

### 聖安東尼奧馬刺（2017−2021）
2017年7月6日，蓋伊與聖安東尼奧馬刺簽下二年1723萬美元的合約，由於馬刺主將科懷·雷納德因傷缺席幾乎整季的比賽，增加了蓋伊不少的上場時間。2017年11月8日，馬刺於主場AT&T中心迎戰洛杉磯快艇，蓋伊出場23分鐘，攻下22分和7籃板，幫助馬刺以120−107擊敗快艇，同時職業生涯總得分也突破14,000分。2017年12月28日，馬刺客場對上紐約尼克，蓋伊在第三節時，因為一次籃下爭球造成右腳跟受傷，隨後被排除至少兩週。2017–18賽季，蓋伊場均上場21.6分鐘，僅能攻下11.5分、5.1籃板以及0.8抄截，亦是自新秀賽季以來得分最低的一個賽季。
2018年6月20日，蓋伊宣佈不會執行下賽季的球員選項合約，將會在暑假成為自由球員，放棄了2018–19賽季的880萬薪酬。2018年7月1日，蓋伊以一年1000萬美元的價碼重新與馬刺簽約。

### 猶他爵士（2021−2023）
2021年8月6日，蓋伊與猶他爵士簽約。2023年7月7日，蓋伊被猶他爵士交易至亞特蘭大老鷹。7月12日，蓋伊被交易至奧克拉荷馬城雷霆。八天後蓋伊被雷霆釋出。9月28日，蓋伊與金州勇士簽下一年合約。10月20日，金州勇士釋出蓋伊。

## 國家隊生涯
2010年9月，蓋伊代表美國參加2010年世界盃籃球賽。最終美國隊在決賽中擊敗土耳其隊，奪得金牌。
2014年8月23日，蓋伊入選美國隊參加世界盃籃球賽的12人大名單。2014年9月15日，美國隊以129−92擊敗塞爾維亞隊，奪得世界盃籃球賽的冠軍，蓋伊在本屆世界盃場均出場13.3分鐘，貢獻6.0分、2.0個籃板和1.4次助攻。

## 職業生涯數據

### NBA例行賽數據統計
| 2006–07  | MEM      | 78  | 43  | 27.0 | 42.2 | 36.4 | 72.7 | 4.5 | 1.3 | 0.9 | 0.9 | 1.8 | 2.5 | 10.8 |
| 2007–08  | MEM      | 81  | 81  | 37.0 | 46.1 | 34.6 | 78.5 | 6.2 | 2.0 | 1.4 | 1.0 | 2.3 | 2.8 | 20.1 |
| 2008–09  | MEM      | 79  | 78  | 37.3 | 45.3 | 35.1 | 76.7 | 5.5 | 1.7 | 1.2 | 0.7 | 2.6 | 2.8 | 18.9 |
| 2009–10  | MEM      | 80  | 80  | 39.7 | 46.6 | 32.7 | 75.2 | 5.9 | 1.9 | 1.5 | 0.8 | 2.1 | 2.5 | 19.6 |
| 2010–11  | MEM      | 54  | 54  | 39.9 | 47.1 | 39.6 | 80.5 | 6.2 | 2.8 | 1.7 | 1.1 | 2.5 | 2.4 | 19.8 |
| 2011–12  | MEM      | 65  | 65  | 37.3 | 45.5 | 31.2 | 79.1 | 6.4 | 2.3 | 1.5 | 0.8 | 2.5 | 2.1 | 19.0 |
| 2012–13  | MEM      | 42  | 42  | 36.7 | 40.8 | 31.0 | 77.6 | 5.9 | 2.6 | 1.3 | 0.7 | 2.5 | 2.1 | 17.2 |
| 2012–13  | TOR      | 33  | 32  | 34.7 | 42.5 | 33.6 | 85.6 | 6.4 | 2.8 | 1.7 | 0.7 | 2.8 | 2.9 | 19.5 |
| 2013–14  | TOR      | 18  | 18  | 35.5 | 38.8 | 37.3 | 77.3 | 7.4 | 2.2 | 1.6 | 1.3 | 3.3 | 2.6 | 19.4 |
| 2013–14  | SAC      | 55  | 55  | 34.4 | 48.2 | 31.2 | 83.6 | 5.5 | 3.1 | 1.2 | 0.6 | 3.0 | 2.3 | 20.1 |
| 2014–15  | SAC      | 68  | 67  | 35.4 | 45.5 | 35.9 | 85.8 | 5.9 | 3.7 | 1.0 | 0.6 | 2.7 | 2.3 | 21.1 |
| 2015–16  | SAC      | 70  | 70  | 34.0 | 46.3 | 34.4 | 78.0 | 6.5 | 1.7 | 1.4 | 0.7 | 2.0 | 2.6 | 17.2 |
| 2016–17  | SAC      | 30  | 30  | 33.8 | 45.5 | 37.2 | 85.5 | 6.3 | 2.7 | 1.5 | 0.9 | 2.5 | 2.6 | 18.7 |
| 2017–18  | SAS      | 57  | 6   | 21.6 | 47.1 | 31.4 | 77.2 | 5.1 | 1.3 | 0.8 | 0.7 | 1.4 | 1.7 | 11.5 |
| 職業生涯 | 職業生涯 | 810 | 721 | 34.6 | 45.3 | 34.3 | 79.5 | 5.9 | 2.2 | 1.3 | 0.8 | 2.3 | 2.5 | 17.9 |

### NBA季後賽數據統計
| 2010–11  | MEM      | 0  | 0  | 0.0  | 0.0  | 0.0  | 0.0  | 0.0 | 0.0 | 0.0 | 0.0 | 0.0 | 0.0 | 0.0  |
| 2011–12  | MEM      | 7  | 7  | 39.9 | 42.1 | 21.1 | 82.5 | 6.6 | 1.4 | 1.3 | 0.3 | 3.0 | 2.1 | 19.0 |
| 2017–18  | SAS      | 5  | 4  | 32.0 | 40.0 | 22.2 | 55.6 | 5.6 | 2.2 | 1.6 | 0.2 | 1.2 | 3.2 | 12.2 |
| 職業生涯 | 職業生涯 | 12 | 11 | 36.6 | 41.3 | 21.6 | 77.6 | 6.2 | 1.8 | 1.4 | 0.3 | 2.3 | 2.6 | 16.2 |

## 個人生活
- 2010年，蓋伊被任命為曼菲斯圣犹达儿童研究医院的大使，並向該醫院捐贈了22,222.22美元（蓋伊在灰熊的球衣號碼是22號）。[35]在該醫院成立之初，蓋伊多次前往該醫院，他意識到公共事業的力量會對病人及其家人帶來莫大的幫助。隨後，他經常在比賽直播中號召球迷關注兒童健康，支持兒童醫院的建設。

- 2010年4月14日，蓋伊獲得了NBA官方頒發的三月份NBA關懷社區貢獻獎。以表彰他對曼菲斯社區服務的卓越貢獻，並孜孜不倦的慷慨的社區工作的鼓勵和鞭策。

- 除了在建設兒童醫院做出貢獻之外，蓋伊還連續三年幫助史塔克斯音樂學院。這個音樂學院給學生們帶來音樂指導、精彩的演出機會，讓學生們展示和提高他們的音樂才能。每年蓋伊都會造訪該學院，和學院的學生一同互動，會見贊助商，幫助學院每年爭取到90,000美元的贊助。此外，蓋伊還會號召他在籃球圈的朋友、體育界裡面的同僚去一同為曼菲斯的公益事業做出貢獻。[36]

- 2013年，蓋伊與他交往多年的女友艾可·芮伊（Ecko Wray）結婚。[37]這對夫婦育有一個名叫梅斯·蓋伊（Mace Gay）的女兒（出生於2014年）。[38]

## 外部連結
- 鲁迪·盖伊在fiba.basketball（英语）
- 鲁迪·盖伊在archive.fiba.com（archived）（英语）
- 鲁迪·盖伊在NBA（英语）
- 鲁迪·盖伊在Basketball-Reference.com（NBA）（英语）
- 鲁迪·盖伊在Basketball-Reference.com（國際）（英语）
- 鲁迪·盖伊在Sports-Reference.com（NCAA）（英语）
- 鲁迪·盖伊在ESPN（NBA）（英语）
- 鲁迪·盖伊在Eurobasket.com（球員）（英语）
- 鲁迪·盖伊在RealGM（英语）
- 鲁迪·盖伊在Proballers（英语）